# Циммерман Володимир Якимович
Володимир Якимович Циммерман (1866 — 1939) — математик, професор, педагог.

## Біографія
В. Я. Циммерман народився 15 серпня 1866 року в Одесі.
У 1888 році закінчив фізико-математичний факультет Новоросійського університету.
Викладав в одеських середніх навчальних закладах.
У 1893 році склав магістерський іспит і став працювати приват-доцентом кафедри чистої математики Новоросійського університету. В 1896 році захистив магістерську дисертацію.
Після захисту  докторської дисертації в 1899 році був обраний екстраординарним, а у 1903 році — ординарним професором чистої математики. Одночасно викладав на Одеських вищих жіночих курсах.
У 1898—1904 роках був редактором «Вісника дослідної фізики  і елементарної математики».
В 1920—1921 роках викладав в Одеському фізико-математичному інституті.
Протягом 1921—1924 років був професором кафедри математичного аналізу факультету професійної освіти  Одеського інституту народної освіти.
Помер 17 грудня 1939 року.

## Наукова діяльність
У докторському дослідженні при мінімальних припущеннях зробив точне обґрунтування класичного правила Ейлера для ізотермічних задач у випадку одного умовного рівняння. 

### Праці
- К вопросу о наибольшем и наименьшем значении определенного интеграла/ В. А. Циммерман// Математический сборник. — 1893. — Т. 17, вып. 2. — С. 229—239.
- Разрывные линии в вариационном исчислении: Опыт изложения  начал вариационного исчисления в связи с условием разрыва/  В. А. Циммерман// Записки Императорского Новороссийского университета. — 1896. — Т. 69, ч. науч. — С. 165—462.
- Правило Эйлера в применении к одному классу вопросов об относительных maxima i minima/ В. А. Циммерман// Записки Императорского Новороссийского университета. — 1899. — Т. 77, ч. офиц. –  С. 1 — 204.
- Десятиричные приближенные чисел и способы приближенного вычисления суммы, разности, произведения  и  частого/ В. А. Циммерман.. — Одесса, 1901. — 38 с.

## Родина
- Син:Циммерман Микола Володимирович(1890—1942) — астроном, професор, голова астрометричної комісії Астрономічної ради Академії Наук СРСР. Помер у блокадному Ленінграді.